# Archiv der Gewächskunde
Archiv der Gewächskunde (abreviado Arch. Gewächsk.) es un libro con ilustraciones y descripciones botánicas que fue escrito por el botánico y micólogo austríaco Leopold Trattinnick y publicado en Viena en dos ediciones en los años 1812-1818.

## Publicación
- vol. 1, date 15 Mar 1812; Lieferung 1 (pl. 1-50), Sep 1811; and Lieferung 2 (pl. 51-100), 1814.
- vol. 2, 1814; Leiferung 3 (pl. 101-150), 1813 or 1814; Lieferung 4 (pl. 151-200), 1814; Lieferung 5 (pl. 201-250), 1818. Colored edition in 4 volumes. 1, t.p. 1813 (publ. of colored pl. started 1 Oct 1812); 2, t.p. 1813; 3, t.p. 1814; 4, t.p. 1814